# Leopold Grün
Leopold Grün (* 15. Oktober 1968 in Dresden) ist ein deutscher Dokumentarfilmer.

## Leben
1989 legte er in der DDR ein Lehrerstaatsexamen ab, studierte von 1990 bis 1995 in München Sozial- und Medienpädagogik und von 1996 bis 1998 Sozial- und Politikwissenschaft an der Humboldt-Universität zu Berlin. 2001 legte er sein Diplom als Medienberater an der TU Berlin ab.
Seit 1993 Videodokus. Er schuf Videoinstallationen, schrieb Texte für Filme. 1999 wurde er Geschäftsführer des Berliner Instituts Jugend Film Fernsehen. Er war einer der Organisatoren des Kurzfilmfestivals Emergeandsee in Berlin. Seit 1996 arbeitet er bei der FSF Berlin als Medienpädagoge (u. a. DVD-Rom Krieg in den Medien). 
2007 präsentierte er seinen ersten Langfilm mit der Dokumentation Der rote Elvis, eine Biografie des US-amerikanischen Schauspielers und Sängers Dean Reed, der von 1972 bis zu seinem Tod 1986 in der DDR lebte.
Von 2017 bis 2019 war Grün Geschäftsführer des Branchenverbandes AG Verleih. Seit 16. Januar 2020 leitet er als Geschäftsführer von Vision Kino.

## Filmografie
- 1999: Ob sie mir das glauben oder nicht
- 2001: Final Destination
- 2007: Der rote Elvis
- 2012: Am Ende der Milchstraße
- 2018: Jim Knopf und Lukas der Lokomotivführer

## Auszeichnungen
- 2014: Bayerischer Filmpreis für Am Ende der Milchstraße